# دوري منطقة الإسكندرية
دوري منطقة الإسكندرية أو دوري الإسكندرية هو دوري كرة قدم مصري قديم، كان يقام قبل بداية الدوري المصري الممتاز في شكله الحالي، في وقت كانت المنافسة الرئيسية هي كأس مصر التي أجريت أولى دوراتها في 1922، بدأ الاتحاد المصري لكرة القدم أولى دورياته في شكل دوريات محلية وفقا للمناطق وهي (القاهرة، الإسكندرية، بحري، القناة). وحتى بعد البدء في إقامة الدوري بنظامه الحديث في 1948 استمر دوري منطقة الإسكندرية جنبًا إلى جنب معه لعدة سنوات حتى توقف أخيرًا في 1953. وكان دوري منطقة الإسكندرية يضم الفرق الموجودة بمدينة الإسكندرية مثل الإتحاد السكندري ونادي الأوليمبي ونادي الترام وفرق أخرى مصرية واجنبية.

## الأبطال
يعتبر نادي الإتحاد السكندري الأكثر فوزا بتلك البطولة حيث احتكر الفوز بها 27 مرة متتالية من عام 1927 حتى عام 1953.